# Microrégion d'Ipatinga
 (février 2025).
Si vous disposez d'ouvrages ou d'articles de référence ou si vous connaissez des sites web de qualité traitant du thème abordé ici, merci de compléter l'article en donnant les références utiles à sa vérifiabilité et en les liant à la section « Notes et références ».
La microrégion d'Ipatinga est l'une des sept microrégions qui subdivisent la vallée du Rio Doce, dans l'État du Minas Gerais au Brésil.
Elle comporte 13 municipalités qui regroupaient 520 991 habitants en 2006 pour une superficie totale de 4 406 km2.

## Municipalités[1]
- Açucena
- Antônio Dias
- Belo Oriente
- Coronel Fabriciano
- Ipatinga
- Jaguaraçu
- Joanésia
- Marliéria
- Mesquita
- Naque
- Periquito
- Santana do Paraíso
- Timóteo